# Беотарх
Беотархи са седмина пълководци и управници на Беотийския съюз, основан през 379 пр.н.е. след въстанието, освободило градовете в Беотия от спартанското господство. Беотархите са седем, демократично избирани от седем електорални района в цяла Елада. От Тива като най-голям град в региона са избирани четирима кандидати, докато другите трима – от другите райони.
Най-известните личности, които са били на тази служба са Епаминонд и Пелопид, които са начело на Тива по време на нейната хегемония в Елада към средата на 4 век пр.н.е..